# Kurrartapu johnnguyeni
Kurrartapu johnnguyeni Nguyen et al., 2013 è un uccello passeriforme estinto della famiglia degli Artamidae.

## Etimologia
Il nome scientifico del genere, Kurrartapu, deriva dal termine utilizzato per indicare la gazza australiana in lingua kalkutung: il nome della specie, johnnguyeni, rappresenta invece una dedica dello scopritore a suo padre, per l'appunto John Nguyen.

## Descrizione
L'unico resto ascrivibile alla specie finora scoperto è rappresentato da un tarsometatarso prossimale, dal quale si evince che questi uccelli dovevano avere grossomodo dimensioni e aspetto simili all'attuale uccello beccaio nero.

## Distribuzione e habitat
I resti di Kurrartapu sono stati scoperti a Riversleigh, nel Queensland nord-occidentale, area caratterizzata nel basso Miocene (quando vissero questi uccelli) da clima tropicale con ampie porzioni di foresta pluviale e numerose pozze d'acqua dolce.